# La Passione
La Passione är ett musikalbum och en film från 1996 med sångaren och gitarristen Chris Rea. Musiken togs fram för en "fantasi" musikal som istället blev en film med samma titel. Skriven och producerad av Chris Rea. Regisserad av John B Hobbs, med Pauls Shane, Sean Gallager & Shirley Bassey i huvudrollerna. Filmen visades första gången på Londons filmfestival den 14/11 1996.

## Låtlista
1. "La Passione" (Film Theme) - 4:55
2. "Dov'è II Signore?" - 6:04
3. "Shirley do You Own a Ferrari?" - 4:43
4. "Girl in a Sports Car" - 5:16
5. "When the Grey Skies Turn to Blue" - 3:43
6. "Horses" - 3:05
7. "Olive Oil" - 4:26
8. "Only to Fly" - 5:42
9. "You Must Follow" - 5:29
10. "'Disco' la Passione" - 4:57
11. "Dov'è II Signore?  Pt. 2" - 2:31
12. "Le Mans" - 3:59